# Causses
Causses (okcitanski za "vapenenački plato") je skupina visoravni od vapnenca, 700 - 1200 m nadmorske visine, u francuskom Središnjem masivu. On na sjeverozapadu graniči s Limousinom i brdima Périgord, te na istoku s Aubracom i Cévennesom. Visoravni su ispresjecane riječnim klancima kao što su: Tarn, Dourbie, Jonte, Lot i Aveyron. Causses se rasprostire na više francuskih departmana: Lot, Corrèze, Lozère, Aveyron i Hérault.
Causses s Cévennesom čini planinski krajolik s dubokim dolinama od 302.319 hektara, koji predstavlja izvanredan primjer odnosa između poljoprivredno-pastirskih sustava i njihovih biofizičkih okruženja, osobito stočnih putova ili cesta za kola. Sela i značajna seoska gospodarstva od kamena u dubokim terasama Caussesa odražavaju prostorne organizacije velikih opatija iz 11. stoljeća. Mont Lozère, unutar područja, jedno je od posljednjih mjesta na kojima se još uvijek prakticira ljetno preseljenje stoke.
- Panorama Causse Méjeana
- Divlji konji Prževalskog u Nacionalnom parku Lozère Causse Méjean
- Orao iznad Méjeana
- Chaos de Nîmes-le-Vieux
- Travnjaci Causse de Sauveterrea

## Vanjske poveznice
- Klanci Caussesa